# کپستون توربین

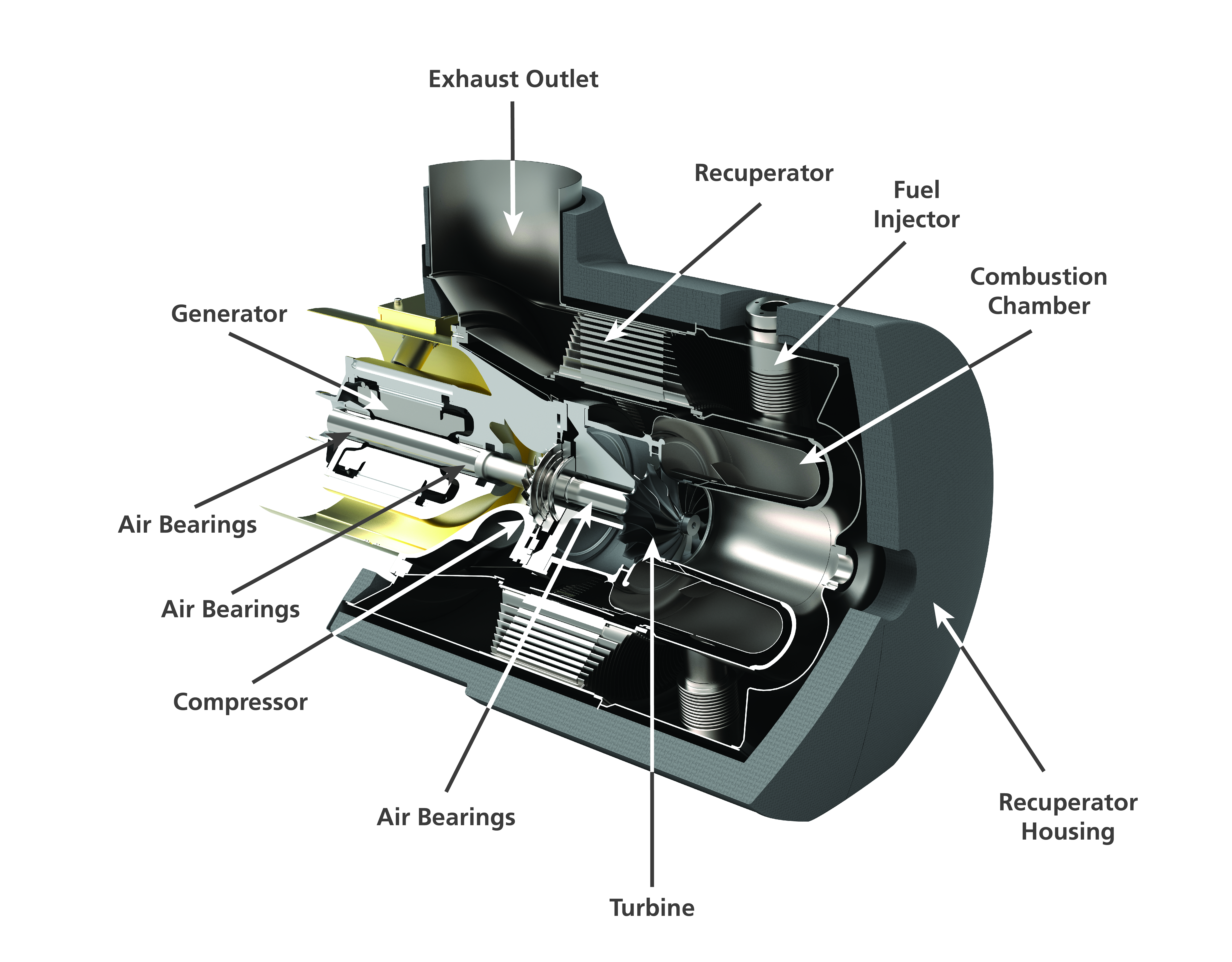

ابرشرکت کَپستون توربین، که در سال ۱۹۸۸ تأسیس شد، تولیدکننده توربین گاز آمریکایی مستقر در کالیفرنیا است که متخصص در میکروتوربین و همچنین سامانه‌های گرمایش و سرمایش است.